# まわり将棋
まわり将棋（まわりしょうぎ）は、将棋の駒を用いて遊ぶ双六に似た遊戯である。サイコロを振る代わりに4つの駒を振り、出た向きによって駒を進める。「丸将棋」などとも呼ばれる。

## 基本ルール
※次に記すのは基本的なルールである。厳密な規定が存在しないため、各地に多数のローカルルールが存在する。
- 将棋盤と将棋の駒を用意して、まず歩兵を対戦する人数分だけ揃え、金将を4枚揃える。
- まず、「1九」と「9一」のマス目に歩兵を1枚ずつ置く(2人対戦の場合)。
- 金将4枚を将棋盤の上に投げる。金将が向いている向きによって次のように読む。
  - 裏向きの（何も文字が書いていない方が上を向いている）金将 → 0
  - 表向きの（「金将」の文字が上を向いている）金将 → 1
  - 横向きの（「金将」の文字が首を横向きにするとまっすぐ読める状態の）金将 → 5
  - 上向きの（「金将」の文字が上から地面に向かってまっすぐ読める状態の）金将 → 10
  - 下向きの（「金将」の文字が地面から上に向かってまっすぐ読める状態の）金将 → 20・100
  - 裏向きの（何も文字が書いていない方が上を向いている）金将が4枚揃う → 8・20（次の角にワープするルール、4だけどもう一度振れるというルールもある）
- 上の結果の金将が示した数の合計数だけ「1九」→「1一」→「9一」→「9九」→「1九」→…に向かって駒を動かす。ただし、金将が2枚以上重なったり（山）、1枚でも将棋盤の外に飛び出したり（川）したら金将の向きに関わらず0とする。(出た目の数後退するルールもある）
- ぴったり角（カド、「1九」「1一」「9一」「9九」のいずれか）に止まったら香車に交換する。
- これを繰り返し、香車で角（カド）に止まったら桂馬に交換し、桂馬で角（カド）に止まったら銀将に交換する。以下同様にして角（カド）に止まる毎に成銀（金将の代わり。成銀を使用せず直接角行に交換する場合も多い）、角行、飛車、王将と交換していき、王将で角（カド）に止まったらあがりである。

## 備考
この他、ぴったり角（カド）に止まらなくても一周すれば次の駒に交換できるとするルールや、外から内側に駒を動かして「5五」に到達すればあがりとするなど様々なローカルルールが存在する。
以下は比較的メジャーな物の一例である。
- 下向きの金将となるのはごく稀である為、30から100などの高得点とする。ただし、ぴったり角のルールがある場合ゲーム上32の倍数を引いた数と変わらない(例えば30なら2マス戻り、100なら4マス進む)。
- 自陣以外の角にピッタリ止まると次の角に飛べる(ワープ)
- 振り駒が重なった場合、数字の分だけ前に戻る(ベッタ、だんごなど)、または無効(クソ)
- 振り駒が1つでも将棋盤から漏れた場合は無効(ションベン)
- 自分の駒が他人の駒と重なった場合上に乗れる。下の駒のプレーヤーが駒を降ると一緒に進む事が出来る(おんぶ)
- 途中で他の相手と向かい合った時に、その両者だけで「戦争」をする。先攻後攻を決めた後、互いの所までの直線を振り駒の数で往復し、先に戻った方が勝ち。勝てばランクが1つ上がり、負けると下がる（歩兵は「と金」になり、1ランク下の扱いにする）。
- 他の駒に追い抜かれると休憩扱いになり、裏返しで1マス内側に置き、もう一度誰かに通ってもらうか、決まった数以上（例えば10）出なければそこから戻れない。

起点となるマス目に「1一」と「9九」も加えて、同時に4人まで対戦可能である。

## 歴史
この遊びの正確な起源は定かでないが、1830年（文政13年）序の「嬉遊笑覧」や、1907年（明治40年）に発行された書物「世界遊戯法大全」にも紹介されていることからそれよりも以前に遊ばれていることが推測できる。